# Municipio de Riley (condado de Putnam)
El municipio de Riley (en inglés: Riley Township) es un municipio ubicado en el condado de Putnam en el estado estadounidense de Ohio. En el año 2010 tenía una población de 2127 habitantes y una densidad poblacional de 27,18 personas por km².

## Geografía
El municipio de Riley se encuentra ubicado en las coordenadas 40°57′33″N 83°56′1″O / 40.95917, -83.93361. Según la Oficina del Censo de los Estados Unidos, el municipio tiene una superficie total de 78.25 km², de la cual 77,92 km² corresponden a tierra firme y (0,43 %) 0,34 km² es agua.

## Demografía
Según el censo de 2010, había 2127 personas residiendo en el municipio de Riley. La densidad de población era de 27,18 hab./km². De los 2127 habitantes, el municipio de Riley estaba compuesto por el 96,94 % blancos, el 0,38 % eran afroamericanos, el 0,56 % eran amerindios, el 0,05 % eran asiáticos, el 1,13 % eran de otras razas y el 0,94 % eran de una mezcla de razas. Del total de la población el 3,15 % eran hispanos o latinos de cualquier raza.